# غوستافو فيفيروس
غوستافو فيفيروس (بالإسبانية: Gustavo Viveros)‏ هو لاعب كرة قدم تشيلي، ولد في 1947 في كونثبثيون في تشيلي. لعب مع ديبورتيس ماجالانز.